# Renaud de Vendôme
Renaud de Vendôme, est évêque de Paris (991-1017), comte de Vendôme (1005-1016) - de la famille des Bouchardides, fils de Bouchard Ier le Vénérable et d'Élisabeth Le Riche, dame de Sceaux et de Larchant, comtesse de Corbeil,.

## Biographie
Hugues Capet le nomme chancelier de France en 988, puis évêque de Paris en 991. L'avènement de Robert II le Pieux (996), l'écarte du pouvoir et diminue son influence au Conseil Royal. Il séjourne de plus en plus dans le Vendômois, et succède à son père en 1005.
Il est à l'origine de nombreux défrichements en forêt de Gâtines, où il fonda plusieurs villages, Prunay (autrefois Ville-l'Évêque), Villedieu, Ferrière, Monthodon où il fait construire une église en l'honneur de Saint-Étienne, près de la Chartre il fait bâtir Villedieu ; Gastineau, Houssay.
Vers 1005, Renaud  concède aux chanoines de Notre-Dame de Paris l'autel de Saint-Méry.
Renaud aurait fait don du village de Larchant au chapitre de Notre-Dame de Paris, confirmé par une charte du pape Jean XVIII le 2 décembre 1006. Cet acte sur parchemin est cependant qualifié de douteux.
Le 17 mai 1008, il est présent au synode d'évêques que le roi fit tenir à Chelles.

## Décès
Plusieurs auteurs s'accordent sur l'année de sa mort, 1016.

### Sources et bibliographie
- [Bourel de La Roncière 1892] Charles Bourel de La Roncière (éd.), Vie de Bouchard le Vénérable, comte de Vendôme, de Corbeil, de Melun et de Paris (Xe et XIe siècles) (texte en latin de la Vita domni Burcardi, venerabilis comitis d'Eudes de Saint-Maur, avec introduction et notes en français), Paris, Alphonse Picard et Fils (Librairie des Archives nationales et de la Société de l'École des Chartes), coll. « Collection de textes pour servir à l'étude et à l'enseignement de l'histoire » (no 13), 1892, 1re éd., 1 vol., XXXVI-43, in-8o (23 cm) (OCLC 758251738, BNF 30743205, SUDOC 017546524, lire en ligne [fac-similé]).
- [Gallet 1998] Yves Gallet, « Les tours de chevet de Notre-Dame de Melun : nouvelles hypothèses chronologiques », Bulletin monumental, vol. 156, no 3,‎ 3e trimestre 1998, p. 1re partie (« Articles »), p. 237-256 (DOI 10.3406/bulmo.1998.1802000, lire en ligne [fac-similé], consulté le 18 janvier 2017).
- [Lepage 2008] Michel Lepage, « Larchant avant l'an mil : recherches autour d'Élisabeth Le Riche, dame de Sceaux et de Larchant », Bulletin de l'association culturelle de Larchant, no 22,‎ novembre 2008, p. 6-9 (lire en ligne [fac-similé], consulté le 18 janvier 2018)À propos de l'acte de donation par Renaud, évêque de Paris, de la terre allodiale de Larchant, et de ses dépendances, au chapitre cathédral de Saint-Étienne de Paris, en 1005.
- Dominique Barthélemy, La Société dans le comté de Vendôme : de l’an mil au XIVe siècle, Paris, Fayard, 1993, 1118 p. [détail des éditions] (ISBN 2-213-03071-5)
- Jean-Claude Pasquier, Le Château de Vendôme, 2000 [détail des éditions]